# Homoneura octostriata
Homoneura octostriata är en tvåvingeart som beskrevs av Leander Czerny 1932. Homoneura octostriata ingår i släktet Homoneura och familjen lövflugor. Inga underarter finns listade i Catalogue of Life.